# Convento di Santa Maria (Castiglione delle Stiviere)

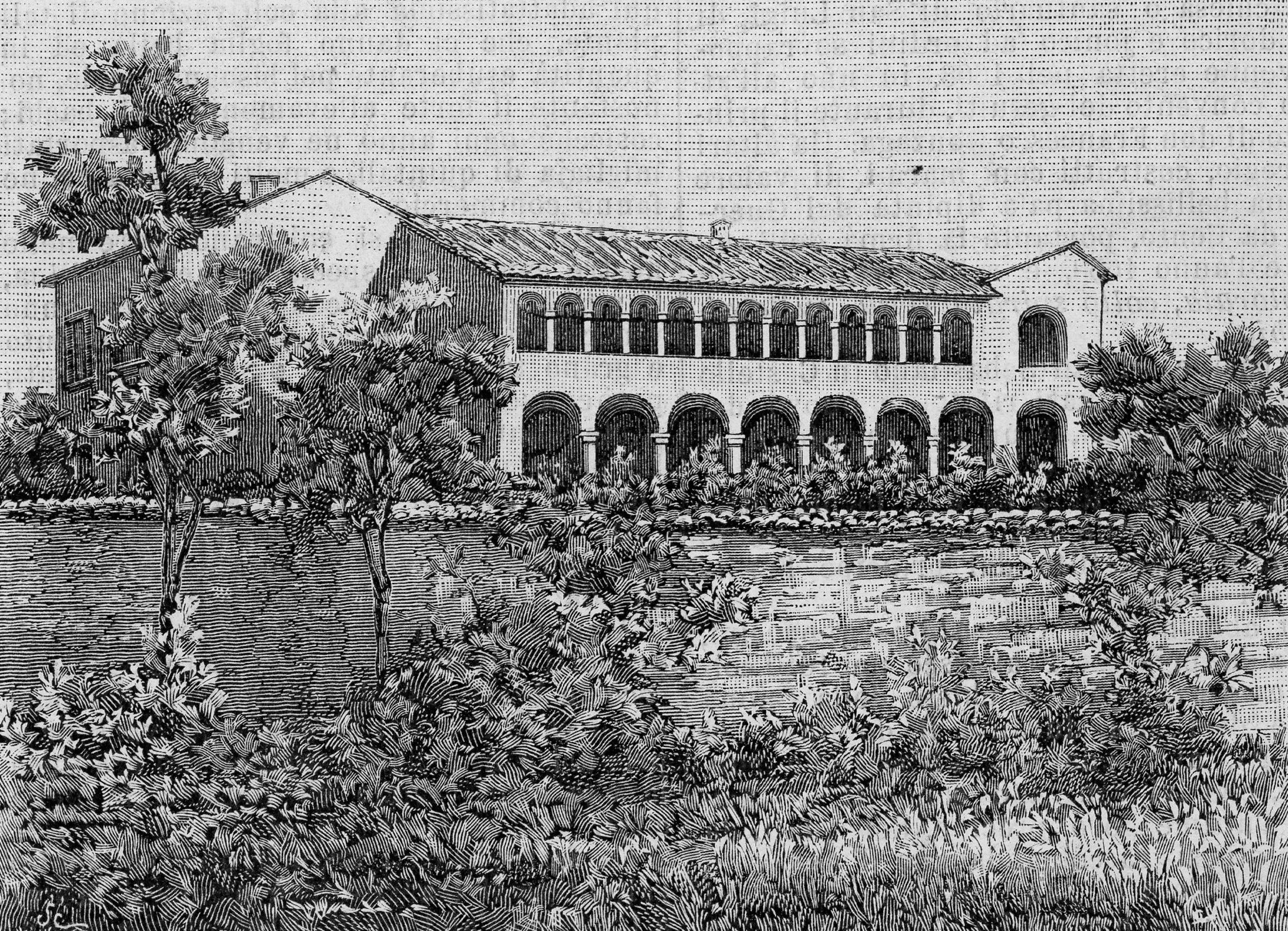
Ex convento di Santa Maria, 1898, Le cento città d'Italia.

Il convento di Santa Maria in località Santa Maria di Castiglione delle Stiviere, è un cenobio fondato nel 1496.

## Storia
Situato nel cuore delle colline attorno a Castiglione delle Stiviere, in una zona già abitata in epoca romana, fu fondato dall'eremita padre Girolamo Redini di Castel Goffredo, istitutore della Congregazione degli Eremiti di Santa Maria in Gonzaga ed eretto presso i ruderi della villa romana.
Fu rimaneggiato nei primi anni del Cinquecento dal marchese Luigi Gonzaga, nonno di San Luigi, che lo donò ai Frati Minori di San Francesco, detti "Zoccolanti", dopo l'abbandono del convento da parte degli Eremiti di Santa Maria.
Divenne il luogo di villeggiatura preferito dal marchese Ferrante Gonzaga e dalla consorte donna Marta Tana, che qui venne inizialmente sepolta e nel 1804 traslata nel duomo di Castiglione delle Stiviere.
Fra le sue mura nel 1584 vi si ritirò San Luigi Gonzaga in preghiera, dopo i ripetuti scontri con il padre Ferrante per il suo proposito di abbracciare la vita religiosa. La sua cella è stata trasformata in cappella in suo onore.
Sconsacrato nel 1798 subì negli anni seguenti danni molto ingenti che portarono alla demolizione di una parte dell'edificio e della chiesa. L'unica ala che sopravvive oggi, e che è ancora visibile, era unicamente adibita alla famiglia dei Gonzaga.
L'immobile dal 1846 appartiene al Collegio delle Nobili Vergini di Gesù.

## Architettura
L'edificio era originariamente un quadriportico.